# William Glackens

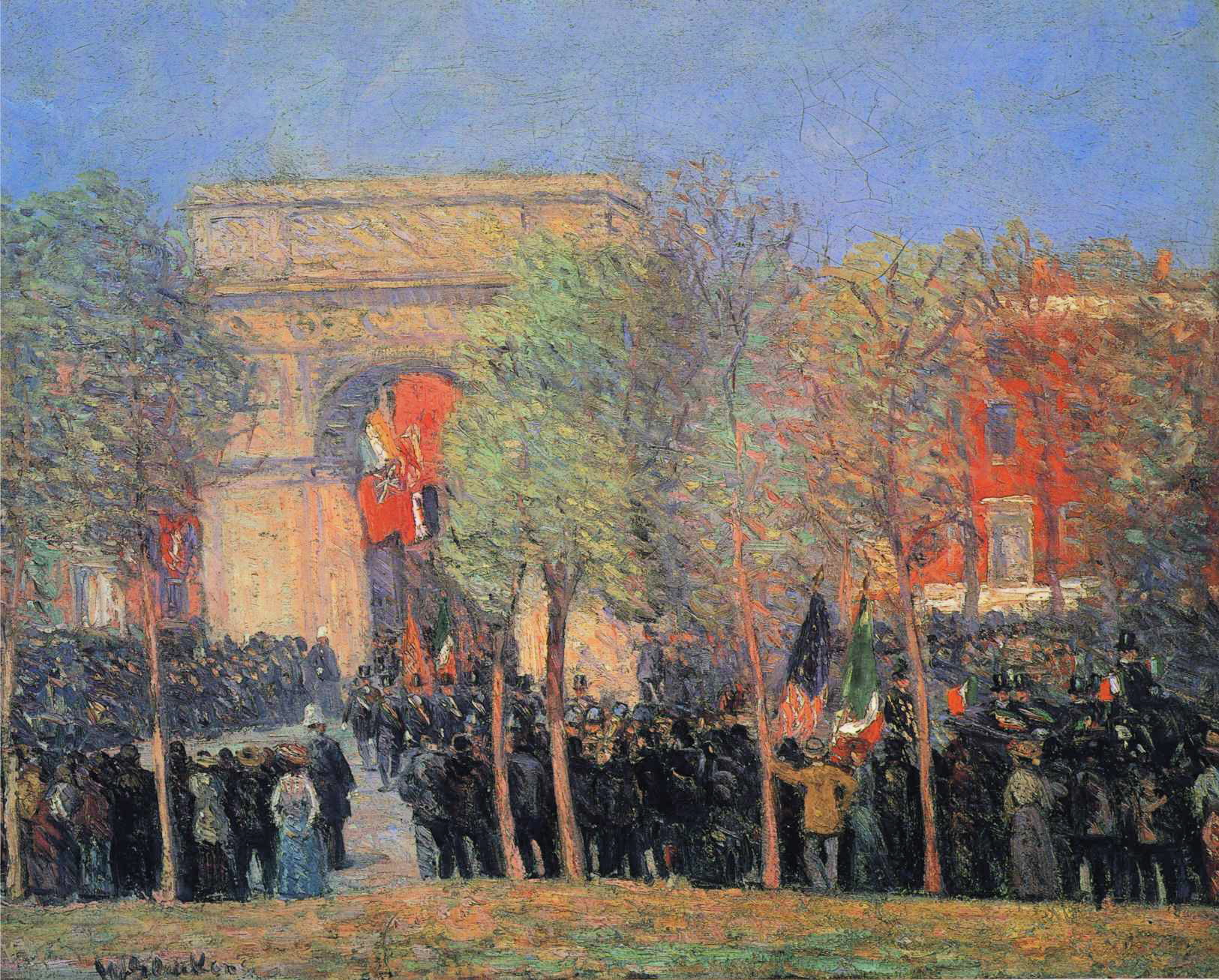
Glackens Italo-American Celebration, Washington Square, cirka 1912.

William James Glackens, född 1870, död 1938, var en amerikansk målare, medlem av konstnärsgrupperna The Eight och Ashcan School.
Glackens var en av de som banade väg för ett socialrealistiskt måleri i USA. Han är framför allt känd för sina skildringar av gatuliv och medelklassens stadsliv.